# お金がほしいっ!!!
お金がほしいっ!!!（おかねがほしいっ）は、ラジオ関西で放送していたお金がないっのラジオ番組である。

## 概要
小説「お金がないっ」の作中と同じく、パーソナリティの二人が「指令」をクリアすることによって番組当初に背負わされた借金を返済してゆく形式である。2006年10月から放送、半年間30分番組だったが、2007年4月1日には終了した。それ以降は同枠で放送を開始する「PASH!でDASH! 月曜まで60分」の番組内（3分間）コーナー、「お金がないっpresentsやっぱりお金がほしいっ!!!」として復活する（※3分間はあくまで目安で、長引いた分の時間は1分間1億円分の借金として加算される）。
パーソナリティは、柿原徹也・羽多野渉・甲斐田ゆき(※「やっぱり」にのみ登場）である。
お金がほしいっ
ラジオ関西にて、毎週日曜23時30分～24時00分まで放送していた番組。
やっぱりお金がほしいっ
後番組「PASH!でDASH! 月曜まで60分」の番組内コーナーとして隔週放送。
どちらも後日のネット配信あり。

## コーナー名
- ふつうのおたより（ふつおた）
- お値段クイズ　ハイ＆ロー
- NO MONEY NO LIFE
- 耳をそろえて返したいっ‼